# Филипп II Тарентский
Филипп II Тарентский (1329 — 25 ноября 1373, Таранто) — князь Тарентский и Ахейский, титулярный император Константинополя.

## Биография
Филипп II был младшим сыном Филиппа I Тарентского и его жены Екатерины де Валуа-Куртене, титулярной императрицы Константинополя. После казни в 1348 году его двоюродного брата Карла Филипп II унаследовал титул герцога Дураццо.
В апреле 1355 года женился на Марии Калабрийской, дочери Карла Калабрийского и Марии Валуа. После смерти в 1364 году старшего брата — Роберта унаследовал притязания на титул императора Константинополя.
В 1364 году Мария Калабрийская скончалась, и в 1370 году Филипп женился повторно — на Елизавете Славонской, бывшей наследнице венгерского трона. В 1373 году он отказался от прав на Ахейское княжество в пользу старшей сестры своей первой жены, неаполитанской королевы Джованны I.
Филипп умер 25 ноября 1374 года в Таренте. В связи с тем, что все его дети умерли молодыми, наследником стал племянник — сын старшей сестры Жак де Бо.

## Семья и дети
У Филиппа и Марии Калабрийской было пятеро детей:
- Филипп (1356)
- Карл (1358)
- Филипп (1360)
- (1362)
- (1366)

У Филиппа и Елизаветы был один сын:
- Филипп (1371)